# Ласана Н'Диайе
Ласана Н'Диайе (на френски: Lassana N'Diaye) е малийски футболист, който играе на поста централен нападател. Състезател на ЦСКА Москва.

## Кариера
На 5 октомври 2018 г. Н'Диайе подписва с ЦСКА Москва.
На 17 февруари 2022 г. Ласана е изпратен под наем в Арда, но заради документални проблеми не успява да бъде картотекиран и да запише дебют. На 9 юли от кърджалийския клуб обявяват, че малиецът ще играе за отбора, под наем от "армейците", през сезон 2022/23. Дебютира на 10 юли при загубата с 3:0 като гост на ЦСКА (София).

## Национална кариера
На 3 февруари 2019 г. Н'Диайе дебютира официално за националния отбор на Мали до 20 г., в мач от Купата на африканските нации до 20 г. през 2019 г. срещу националния отбор на Сенегал до 20 г., спечелен от "лъвовете от Теранга" с 2:0.

## Успехи
Мали до 20 г.
- Купа на африканските нации до 20 г. (1): 2019